# Майков, Владимир Николаевич
Влади́мир Никола́евич Ма́йков (1826—1885) — русский писатель и журналист, переводчик, издатель. Сын живописца Николая Аполлоновича Майкова, брат Аполлона, Валериана и Леонида Майковых.

## Биография
Родился 24 июля (5 августа) 1826 года в Москве. В 1834 году семья переехала в Санкт-Петербург. Вместе с Иваном Льховским, с которым состоял в приятельских отношениях, учился в Ларинской гимназии (вып. 1845) и на юридическом факультете Санкт-Петербургского университета.  По окончании университета служил в Министерстве финансов.
Издавал журналы: «Подснежник» и «Семейные вечера», помещая в них компиляции и переводы с иностранных языков. Вместе с В. Владимирским составил брошюру «Виды города Нарвы и его окрестностей» (Нарва, 1886).
Умер 11 (23) марта 1885 года.

## Семья
Был женат на Екатерине Павловне Калите (1836—1920). Их дети:
- Евгения (1853—?)
- Валериан (1857—1899), педагог, сотрудник «Журнала министерства народного просвещения»[4], женат на Марии Павловне урождённой Рословой, у них сын Валериан (1885-?)[источник не указан 809 дней]
- Владимир (1863—1942), русский археограф, палеограф и библиограф,[нет в источнике] член-корреспондент АН СССР. С 1909 года[нет в источнике] женат на литературоведе Марии Семёновне Боровковой (1879—1942)[5]